# Pałac w Czachowie
Pałac w Czachowie – wybudowany w XIX w. w Czachowie.

## Położenie
Pałac położony jest we wsi w Polsce, w województwie dolnośląskim, w powiecie trzebnickim, w gminie Zawonia.

## Historia
Obiekt jest częścią zespołu pałacowego, w skład którego wchodzi jeszcze park.